# Óscar Campillo Madrigal
Óscar Campillo Madrigal (La Mata de la Riba, Província de Lleó, 14 de maig de 1961) és un periodista espanyol, que el juliol de 2016 fou nomenat Director General de Comunicació i Relacions Institucionals del Grup Vocento.
És llicenciat en Ciències de la Informació per la Universitat Complutense de Madrid. Després de realitzar pràctiques en el diari Información d'Alacant, comença a desenvolupar la seva tasca com a corresponsal del Diario de León a Astorga i La Bañeza el 1984. L'any següent es fa càrrec de la secció provincial.
Al febrer de 1986 s'incorpora a La Crònica de León com a cap de comarques. El març de 1987 és nomenat redactor en cap i director, càrrec que compatibilitza amb el de director general. Va ser, simultàniament i durant any i mig, director de l'edició burgalesa de Diario 16.
Des de setembre de 1998 és director de les edicions del diari El Mundo de Valladolid i Castella i Lleó. Va col·laborar al programa radiofònic de Punto Radio La Rebotica que dirigia i presentava Enrique Beotas.
El 9 de març de 2009 comença l'emissió dels dos canals de Radio Televisión de Castilla y León, la televisió autonòmica d'aquesta Comunitat Autònoma, de titularitat privada, a la qual s'havia incorporat algunes setmanes abans com a director general.
El març de 2011, el grup Unidad Editorial, propietari del diari esportiu Marca, anuncia que Campillo assumirà la direcció de la capçalera en substitució d'Eduardo Inda, que passa a dirigir la cadena de televisió del grup, Veo7. El març de 2016 s'anuncia la seva substitució al capdavant del diari esportiu Marca per Juan Ignacio Gallardo.
El juliol de 2016, Óscar Campillo assumeix la direcció general de Comunicació i Relacions Institucionals de Vocento, àrea que engloba les actuals direccions de Comunicació i Relacions Externes de la companyia.
El novembre de 2016, Campillo obtingué el Premi Francisco de Cossío en la categoria de trajectòria professional. La proposta presentada al jurat descriu a Óscar Campillo com «la història del periodisme viu, a peu de notícia, amb visió de Comunitat i orientada permanentment al lector, a l'oïdor, al teleespectador». I sempre, sempre, des de la inclinació al territori, Castella i Lleó, i sempre amb el territori, Castella i Lleó, com a eix d'acció i de projecció en l'àmbit nacional».

## Obres
Campillo és autor de dos llibres, tots dos biografies del President del Govern espanyol José Luis Rodríguez Zapatero:
- Zapatero. La Esfera de los Libros, 2001. ISBN 84-9734-001-9
- Zapatero, presidente a la primera. La Esfera de los Libros, 2004. ISBN 84-9734-193-7